# Тремулинас, Бенуа
Бенуа́ Тремулина́с (фр. Benoît Trémoulinas; р. 28 декабря 1985, Лормон, округ Бордо, Франция) — французский футболист, левый защитник. Выступал за сборную Франции.

## Клубная карьера
12 июля 2013 года подписал контракт с киевским «Динамо» на четыре года. В своем первом матче за «Динамо», который состоялся 28 июля, Тремулинас активно участвовал в атаках команды и отличился голевой передачей.
Сыграв за «Динамо» всего 7 матчей в Премьер-лиге, в январе 2014 года Бенуа перешёл во французский клуб «Сент-Этьен» на правах аренды. Вернувшись в «Динамо», сыграл всего один матч и в конце лета перешёл в «Севилью».

## Достижения
«Бордо»
- Чемпион Франции: 2008/09
- Обладатель Кубка Франции: 2012/13
- Обладатель Кубка французской лиги (2): 2007, 2009
- Обладатель Суперкубка Франции (2): 2008, 2009

«Динамо» (Киев)
- Чемпион Украины: 2014/15

«Севилья»
- Победитель Лиги Европы (2): 2014/15, 2015/16